# Alexandru Cicâldău
Alexandru Cicâldău (nascut el 8 de juliol de 1997) és un futbolista professional romanès que juga com a migcampista al club de la Süper Lig Galatasaray i a la selecció de Romania.
Va començar la seva carrera com a sènior al Viitorul Constanța, i l'estiu del 2018 es va traslladar a l'Universitat Craiova. Amb "els blancs i blaus", Cicâldău va totalitzar més de 100 partits al campionat de lliga romanesa i va guanyar dos trofeus nacionals, abans de traslladar-se a l'estranger al Galatasaray el 2021.
A nivell internacional, Cicâldau va debutar amb la selecció absoluta de Romania en una derrota en un amistós per 2-1 contra Israel el març de 2018. L'any següent, va ser titular en tots els partits de la sub-21, i hi va arribar a les semifinals de l'Eurocopa.

## Carrera de club

### Inicis de carrera / Viitorul Constanța
Cicâldău es va criar a Satu Nou, un poble prop de Medgidia, al comtat de Constanța, i va començar a practicar futbol als 8 anys. Després de jugar inicialment al Marcon Star Medgidia, es va unir a l'Acadèmia Gheorghe Hagi, que feia de planter del Viitorul Constanța.
Cicâldău va debutar a la primera divisió amb el Viitorul el 31 de març de 2016, a l'edat de 18 anys, en un empat 1-1 a fora de casa amb l'ASA Târgu Mureș. Es va convertir en titular habitual del club la temporada 2017-18, acumulant 38 aparicions i un gol en totes les competicions.

### Universitat de Craiova
El 6 de juliol de 2018, Cicâldău va acceptar un contracte de quatre anys amb el CS Universitatea Craiova, on va jugar amb el dorsal número 10. La premsa va informar del traspàs amb xifres entre 750.000 i 1 milió d'euros més els interessos de la plusvàlua d'una possible transferència futura. Va fer la seva primera aparició per als "blanc-blaus" vuit dies després a la Supercupa României, jugant el partit complet, en què l'CFR Cluj va sortir victoriós per 1-0.
Cicâldău va marcar el seu primer gol en la victòria a la lliga per 3-0 contra l'Astra Giurgiu, el 26 d'octubre. Va tornar a trobar la xarxa després de quatre dies, aquesta vegada a la Copaa României en una eventual victòria per 4-1 contra Turris Turnu Măgurele. El 31 de març de 2019, Cicâldău va marcar amb un cop de cap en una derrota per 2-3 a casa davant el FCSB. Va marcar el seu primer gol en competicions europees el 18 de juliol d'aquell any, obrint el marcador en una victòria a casa per 3-2 contra el club azerbaidjanès Sabail al partit de tornada de la primera ronda de classificació de la UEFA Europa League. Després de llargues especulacions sobre les ofertes d'equips estrangers, al setembre va signar un nou contracte amb el Craiova que fins al 2025.
El 31 de gener de 2020, en el primer partit de l'any natural, Cicâldau va marcar dos gols abans del descans en una eventual derrota per 3-1 contra el Gaz Metan Mediaș. El segon gol va arribar de falta directa, i el doblet —que va ser el primer de la seva carrera professional— va portar el seu balanç a la competició a vuit gols. El 28 de juny, Cicâldău va marcar el gol guanyador en una victòria fora de casa per 3–2 sobre el CFR Cluj. Dos partits més tard, el 12 de juliol, va obrir el marcador convertint un penal en una victòria per 2-1 contra el FCSB. Cicâldau va acabar la temporada de Lliga I amb 14 gols, tot i que la Universitat va perdre el títol de lliga davant el CFR Cluj en l'últim partit a casa.
Durant la temporada 2020-21, Cicâldau va acumular 12 gols en 42 aparicions en totes les competicions i va guanyar la seva primera copa nacional després d'una victòria per 3-2 sobre l'Astra Giurgiu a la final. El 10 de juliol de 2021, va ser titular de la victòria per 4-2 a la tanda de penals contra el CFR Cluj a la posterior Supercupa României.

### Galatasaray
El 24 de juliol de 2021, Cicâldău va fitxar pel club turc Galatasaray amb un contracte de cinc anys en una transferència per valor de 6,5 milions d'euros més 2 milions d'euros en bonificacions condicionals. Va debutar amb el Cimbom el 16 d'agost, en una derrota de la Süper Lig per 2-0 contra el Giresunspor en la qual va convertir un penal. El 16 de setembre, va jugar el seu primer partit europeu amb l'equip en una victòria a casa per 1-0 davant la Lazio a la fase de grups de la Lliga Europa.
El 25 d'octubre de 2021, Cicâldău va marcar en una derrota en derbi per 1–2 davant el campió vigent Beşiktaş al Vodafone Park. Un mes més tard, va marcar i va provocar un autogol a la primera meitat d'una derrota per 4-2 a l'Europa League contra l'Marsella.

## Carrera internacional
Cicâldău va rebre la seva primera convocatòria per a l'equip sènior de Romania el març de 2018. El 24 d'aquell mes, va debutar com a substitut al minut 83 en un amistós amb Israel, que el seu equip va guanyar per 2-1. El seu primer partit oficial amb el país va ser el 17 de novembre, en la derrota de Lituània per 3-0 a la UEFA Nations League.
L'any següent va representar la sub-21 al Campionat d'Europa de la UEFA del 2019, on va aconseguir passar per davant d'un grup amb Croàcia, Anglaterra i França, abans de ser eliminat per la vigent campiona Alemanya a les semifinals. Va disputar quatre partits durant el torneig final, tots com a titular.
Després de la finalització del Campionat Sub-21, Cicâldău va continuar sent seleccionat per a l'equip sènior. El 31 de març de 2021, en el seu dotzè partit, va marcar els seus primers gols en una derrota per 2-3 a fora contra Armènia vàlida per a les eliminatòries de la Copa del Món de la FIFA 2022.

## Estil de joc
Cicâldău és capaç d'ajudar els seus companys tant en defensa com en atac, sent descrit com un migcampista total per l'exinternacional romanès Gheorghe Craioveanu. Ha estat elogiat per la seva tècnica i ètica de treball.